# Nissan Laurel
La Nissan Laurel è un'autovettura di gamma medio-alta prodotta dalla casa automobilistica giapponese Nissan Motor dalla primavera del 1968 alla fine del 2002 in otto generazioni. È stata originariamente sviluppata dalla Prince Motor Company, tant'è che fino al 1980 fu venduta come Prince Laurel, venendo commercializzata con marchio Nissan dopo che la Prince venne acquisita da quest'ultima. Alcune generazioni furono esportate in Europa dal 1977 al 1989 come Datsun Laurel o Datsun 1800 e successivamente come Nissan Laurel.

## La prima serie (C30): 1968-1972

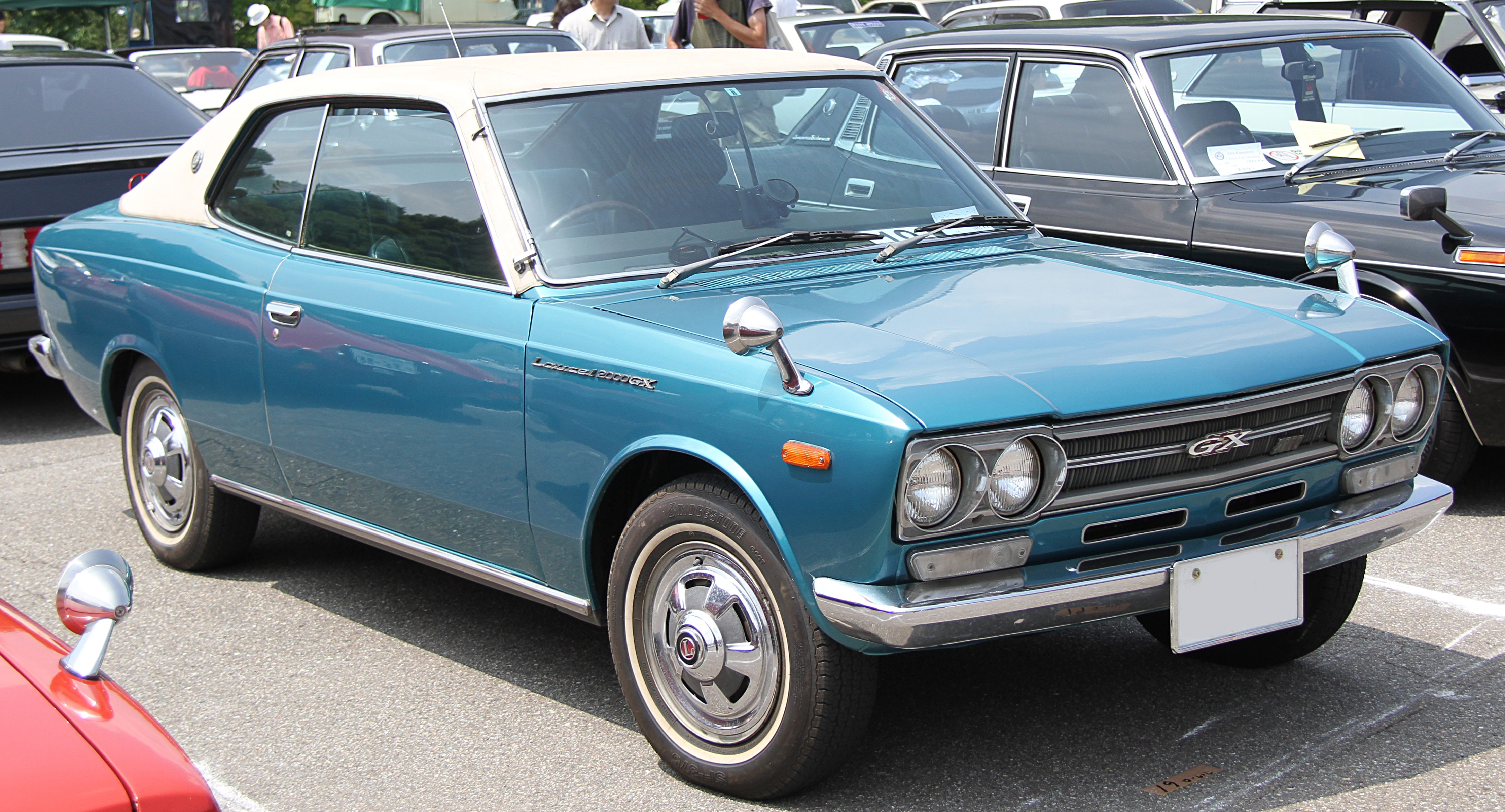
Una Nissan Laurel prima serie versione coupé

Nell'aprile 1968 la Nissan presentò la Laurel, anch'essa sviluppata da Prince e tecnicamente affine alla Nissan Skyline, nelle versioni de Luxe e Super de Luxe. Le sospensioni posteriori erano indipendenti, mentre il cambio era manuale a quattro rapporti oppure automatico a tre marce. Era trazione posteriore e motore anteriore. Al debutto era disponibile con carrozzeria berlina quattro porte e con un motore a quattro cilindri in linea da 1,8 L di cilindrata e 105 CV di potenza. Nell'estate del 1970 fu aggiunta alla gamma la versione coupé due porte, mentre nell'estate del 1971 seguì un motore a quattro cilindri in linea da 2 L e 120 CV.

## La seconda serie (C130): 1972-1977

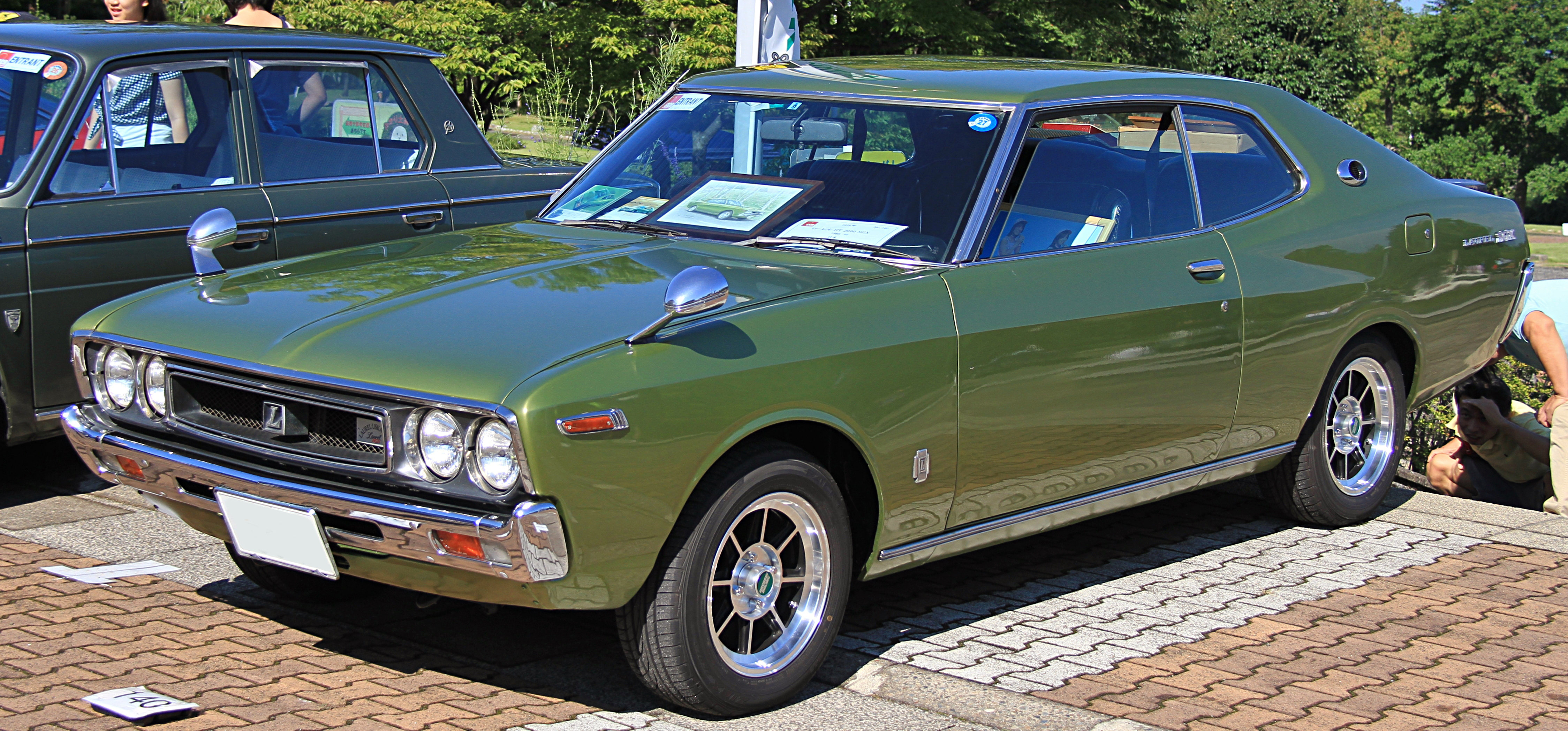
Una Nissan Laurel seconda serie versione coupé

Nell'aprile 1972 fu lanciata sui mercati la seconda generazione della Laurel, ancora disponibile in versione berlina quattro porte e coupé due porte. La berlina ora aveva un assale posteriore rigido con molle a balestra, mentre la coupé continuava ad avere le sospensioni posteriori indipendenti. Era trazione posteriore e motore anteriore, mentre il cambio era manuale a quattro o cinque rapporti oppure automatico a tre marce.
Le motorizzazioni offerte erano composte da un propulsore a quattro cilindri in linea da 1,8 L di cilindrata e 104 CV di potenza, un motore a quattro cilindri in linea da 1,8 L e 105 CV, un propulsore a quattro cilindri in linea da 2 L e 120 CV, un motore a sei cilindri in linea da 2 L e 115 CV, un motore a sei cilindri in linea da 2,6 L e 140 CV e un motore a sei cilindri in linea da 2,8 L e 120 CV. Gli ultimi due motori menzionati non furono offerti contemporaneamente: il propulsore da 2,6 L venne lanciato sui mercati nell'ottobre 1973 e fu sostituito dal motore da 2,8 L alla fine del 1975. 

## La terza serie (C230): 1977-1980

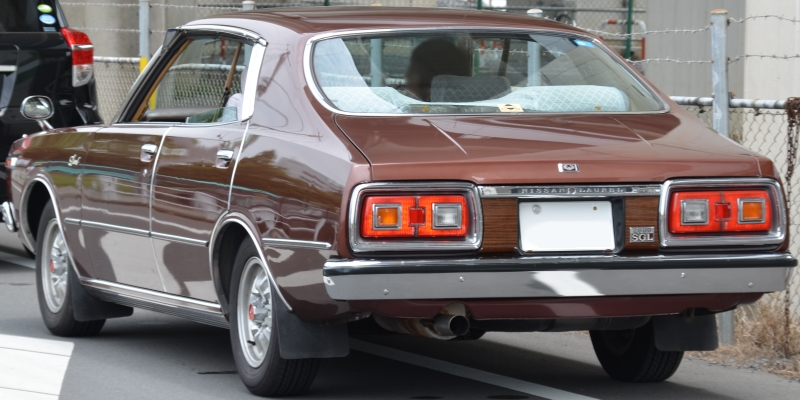
Il retro di una Nissan Laurel terza serie versione berlina

Nel gennaio 1977 fu lanciata sui mercati la terza generazione della Laurel, ancora disponibile in versione berlina quattro porte e coupé due porte. Era trazione posteriore e motore anteriore, mentre il cambio era manuale a tre, quattro o cinque rapporti oppure automatico a tre marce. Questa generazione di Laurel fu l'ultima a essere commercializzata con marchio Prince.
Le motorizzazioni a benzina offerte erano composte da un propulsore a quattro cilindri in linea da 1,8 L di cilindrata e 104 CV di potenza, un motore a quattro cilindri in linea da 2 L e 108 CV, un motore a sei cilindri in linea da 2 L e 109 CV (disponibile anche in versione a iniezione, che erogava 130 CV), un motore a sei cilindri in linea da 2,4 L e 148 CV e un motore a sei cilindri in linea da 2,8 L e 120 CV (disponibile anche in versione a iniezione, che erogava 143 CV). Per questa generazione di Laurel fu introdotto un motore Diesel a quattro cilindri in linea da 2 L e 60 CV.

## La quarta serie (C31): 1980-1984

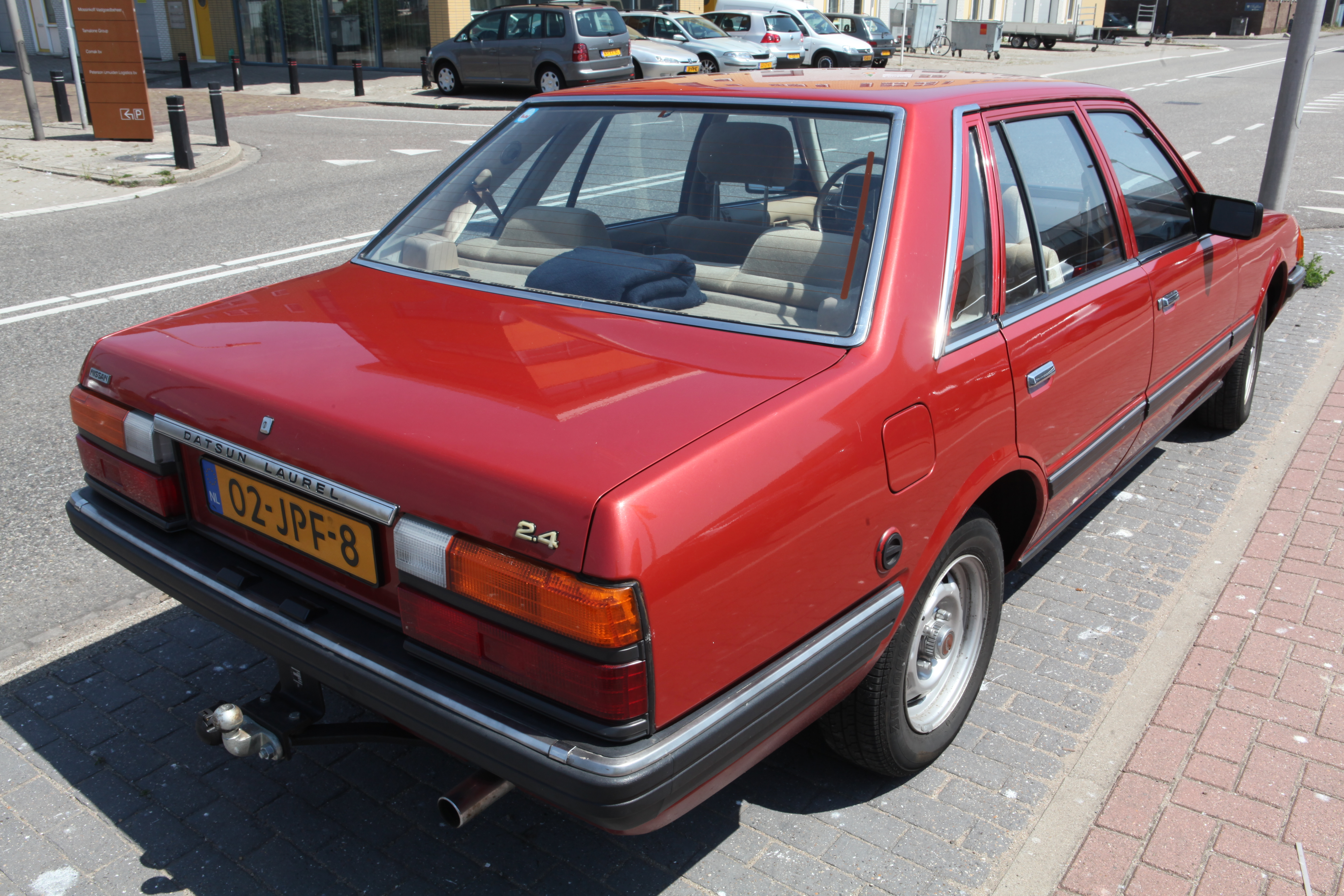
Il retro di una Nissan Laurel quarta serie

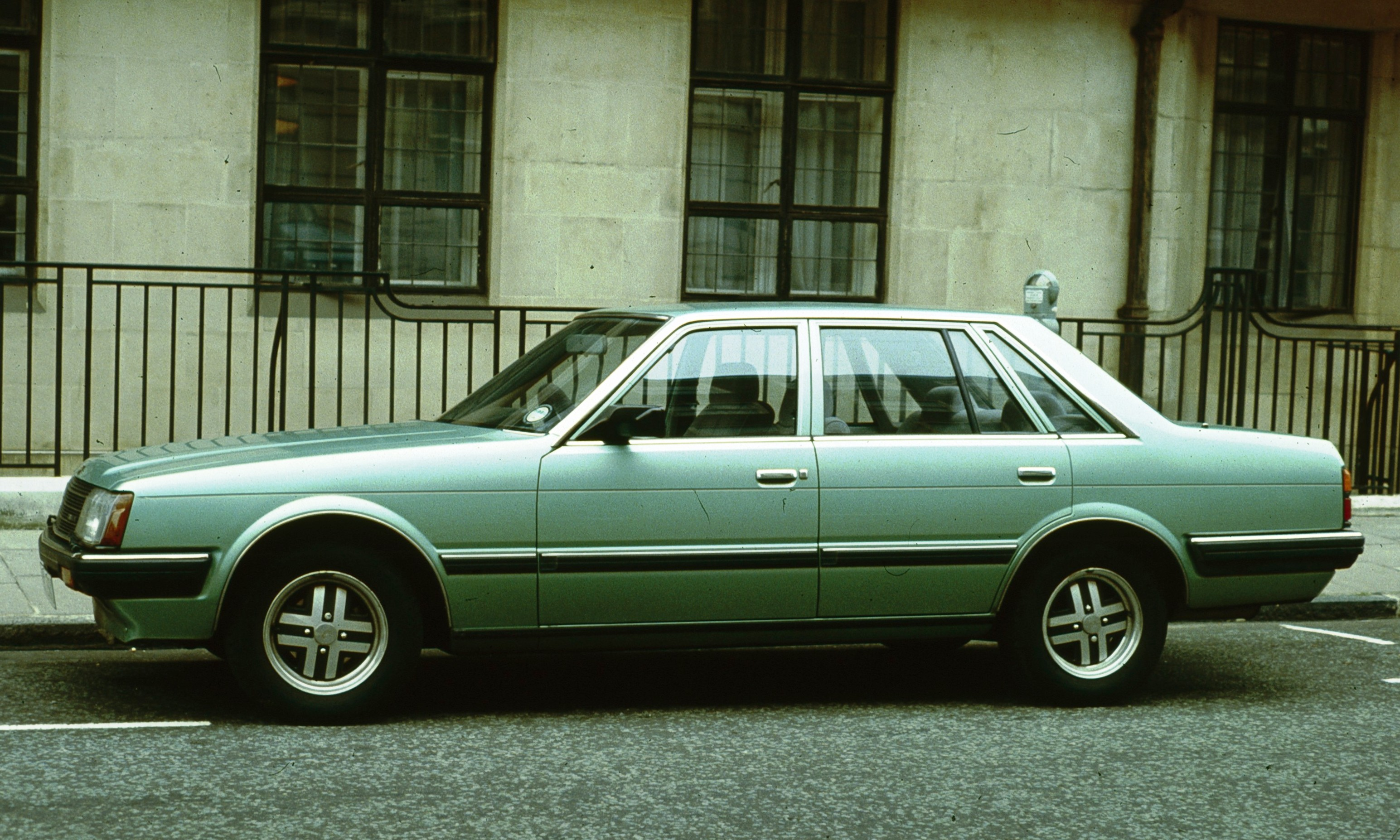
Vista laterale di una Nissan Laurel quarta serie

Nel novembre 1977 fu lanciata sui mercati la quarta generazione della Laurel, questa volta disponibile solo in versione berlina quattro porte visto che coupé due porte fu tolta dai listini. Esteticamente assomigliava alla Opel Senator. Era sempre a trazione posteriore e con motore anteriore. Il cambio era manuale a quattro o cinque rapporti oppure automatico a tre o quattro marce. Dopo l'acquisizione della Prince Motor Company da parte della Nissan, il nome del modello cambiò in "Nissan Laurel".
Le motorizzazioni a benzina offerte erano composte da un propulsore a quattro cilindri in linea da 1,8 L di cilindrata e 104 CV di potenza, un motore a quattro cilindri in linea da 1,8 L e 89 CV, un motore a quattro cilindri in linea da 2 L e 108 CV, un motore a sei cilindri in linea da 2 L e 109 CV (disponibile anche in versione a iniezione, che erogava 130 CV), un motore a sei cilindri in linea a iniezione e sovralimentato da 2 L e 143 CV, un motore a sei cilindri in linea da 2,4 L e 128 CV (disponibile solo per i mercati esteri) e un motore a sei cilindri in linea a iniezione da 2,8 L e 143 CV (disponibile solo per i mercati esteri). Per questa generazione di Laurel furono disponibile due motori Diesel, un quattro cilindri in linea da 2 L e 65 CV e un sei cilindri in linea da 2,8 L e 90 CV.
In combinazione con il motore a benzina da 2,4 litri e con il propulsore Diesel da 2,8 litri era disponibile di serie un equipaggiamento di qualità superiore che comprendeva, tra l'altro, alzacristalli elettrici su tutti e quattro i finestrini, chiusura centralizzata, servosterzo, lavafari e rivestimento dei sedili in velluto di alta qualità. Il cambio automatico a tre velocità (dal 1983 a quattro velocità), un tetto apribile elettrico in acciaio e vernice metallizzata erano disponibili con un sovrapprezzo, anche per i modelli che montavano il motore diesel. I cerchi in lega leggera e l'aria condizionata potevano essere adattati dal rivenditore autorizzato con componenti originali provenienti dal Giappone.

## La quinta serie (C32): 1984-1989

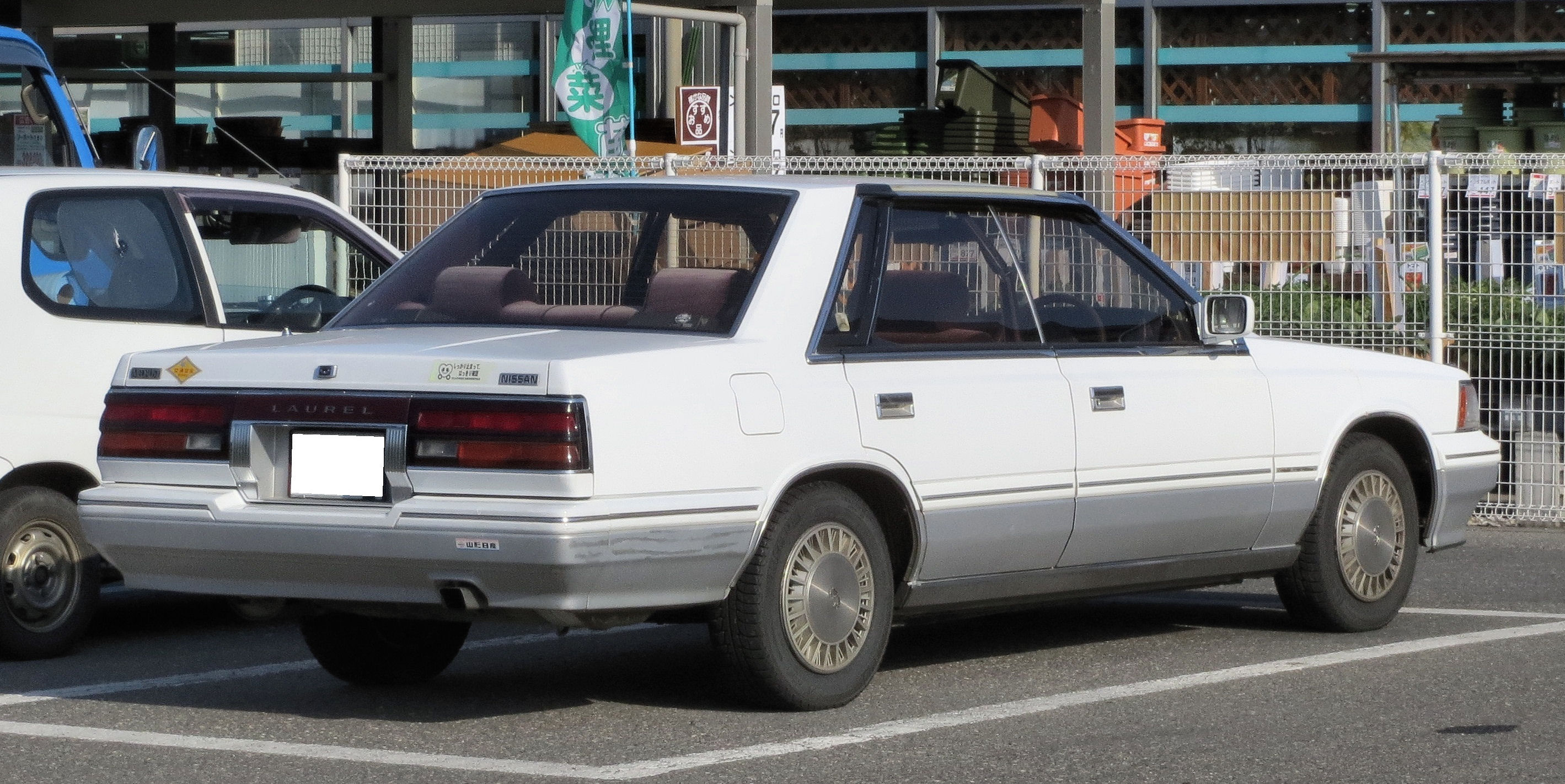
Il retro di una Nissan Laurel quinta serie

Nell'ottobre 1984 fu lanciata sui mercati la quinta generazione della Laurel, anche questa volta disponibile solo in versione berlina quattro porte. Fu l'ultima generazione ad essere esportata su larga scala. Il suo successore sul mercato europeo fu la Nissan Maxima, lanciata all'inizio del 1989, ma essa raggiunse la popolarità della Laurel. La Laurel era sempre a trazione posteriore e con motore anteriore. Il cambio era manuale a cinque rapporti oppure automatico a quattro marce.
Le motorizzazioni a benzina offerte erano composte da un propulsore a quattro cilindri in linea da 1,8 L di cilindrata e 89 CV di potenza, un motore a quattro cilindri in linea da 2 L e 101 CV, un motore a sei cilindri in linea a iniezione da 2 L e 129 CV (disponibile anche in versione sovralimentata, che erogava 212 CV), un motore V6 sovralimentato da 2 L e 170 CV, un motore a sei cilindri in linea a iniezione e da 2,4 L e 138 CV e un motore V6 da 3 L e 146 CV (disponibile anche una sua versione a iniezione, che erogava 153 CV). Per questa generazione di Laurel furono disponibile due motori Diesel, un sei cilindri in linea da 2,8 L e 98 CV e un sei cilindri in linea a 12 valvole da 2,8 L e 99 CV.
La dotazione di serie comprendeva, tra l'altro, tetto apribile in acciaio a comando elettrico, servosterzo, chiusura centralizzata, due specchietti retrovisori esterni regolabili elettricamente, sedile del conducente regolabile in altezza e tergicristalli a intervallo a scomparsa automatica, mentre come optional era disponibile il cambio automatico a quattro marce con overdrive e l'aria condizionata.
La Laurel con installato il motore V6 da 3 L aveva anche un sistema elettronico di stabilizzazione della guida, un sistema di avviso vocale, il controllo dell'altezza, l'aria condizionata di serie, i sedili riscaldati, il cruise control, la ventilazione controllata elettricamente e un sistema di allarme.

## La sesta serie (C33): 1989-1993

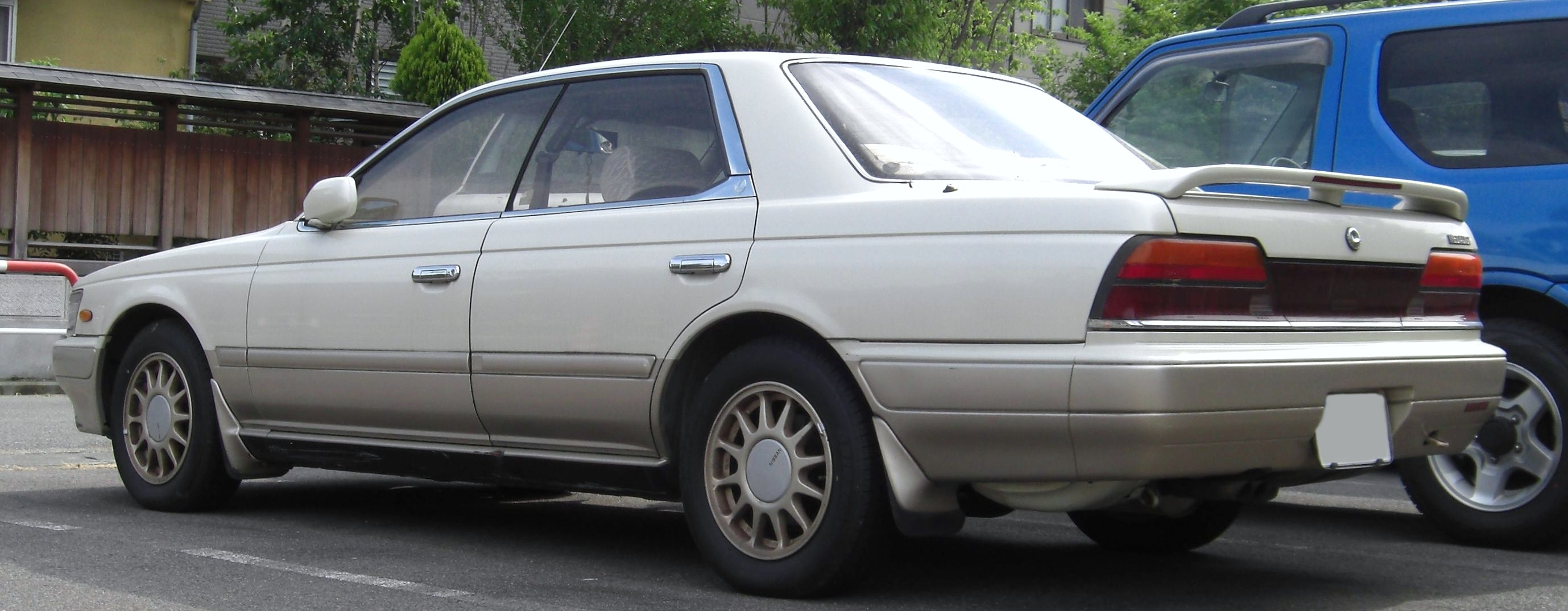
Il retro di una Nissan Laurel sesta serie

Nel gennaio 1989 fu lanciata sui mercati la sesta generazione della Laurel, anche questa volta disponibile solo in versione berlina quattro porte. Era sempre a trazione posteriore e con motore anteriore. Il cambio era manuale a cinque rapporti oppure automatico a quattro o cinque marce.
Le motorizzazioni a benzina offerte erano composte da un propulsore a quattro cilindri in linea da 1,8 L di cilindrata e 91 CV di potenza, un motore a sei cilindri in linea a iniezione da 2 L e 129 CV (disponibile anche in versione sovralimentata, che erogava 212 CV, e in versione con distribuzione a doppio albero a camme in testa, che erogava 148 CV) e un motore a sei cilindri in linea a doppio albero a camme in testa da 2,5 L e 180 CV. Per questa generazione di Laurel fu disponibile un motore Diesel a sei cilindri in linea e 12 valvole da 2,8 L e 99 CV.

## La settima serie (C34): 1993-1997

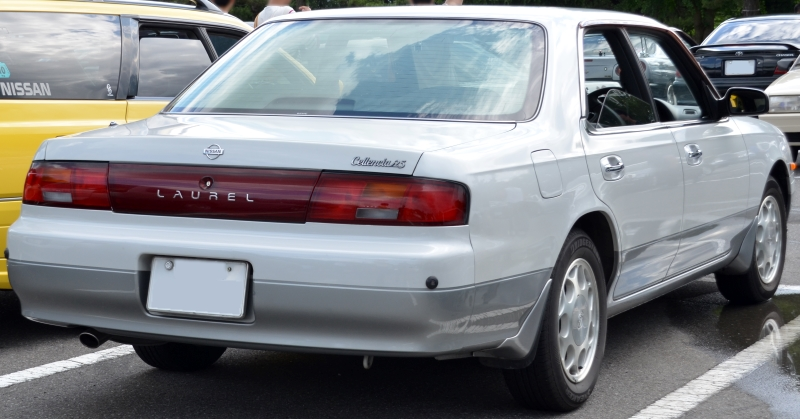
Il retro di una Nissan Laurel settima serie

Nel gennaio 1993 fu lanciata sui mercati la settima generazione della Laurel, anche questa volta disponibile solo in versione berlina quattro porte. Era sempre a trazione posteriore e con motore anteriore. Era disponibile anche con trazione integrale. Il cambio era manuale a cinque rapporti oppure automatico a quattro o cinque marce.
Le motorizzazioni a benzina offerte erano composte da un propulsore a sei cilindri in linea a iniezione da 2 L di cilindrata e 129 CV di potenza (disponibile anche in versione con distribuzione a doppio albero a camme in testa, che erogava 148 CV) e un motore a sei cilindri in linea a doppio albero a camme in testa da 2,5 L e 180 CV (disponibile anche in versione sovralimentata, che erogava 245 CV). Per questa generazione di Laurel fu disponibile un motore Diesel a sei cilindri in linea e 18 valvole da 2,8 L e 99 CV.

## L'ottava serie (C35): 1997-2002

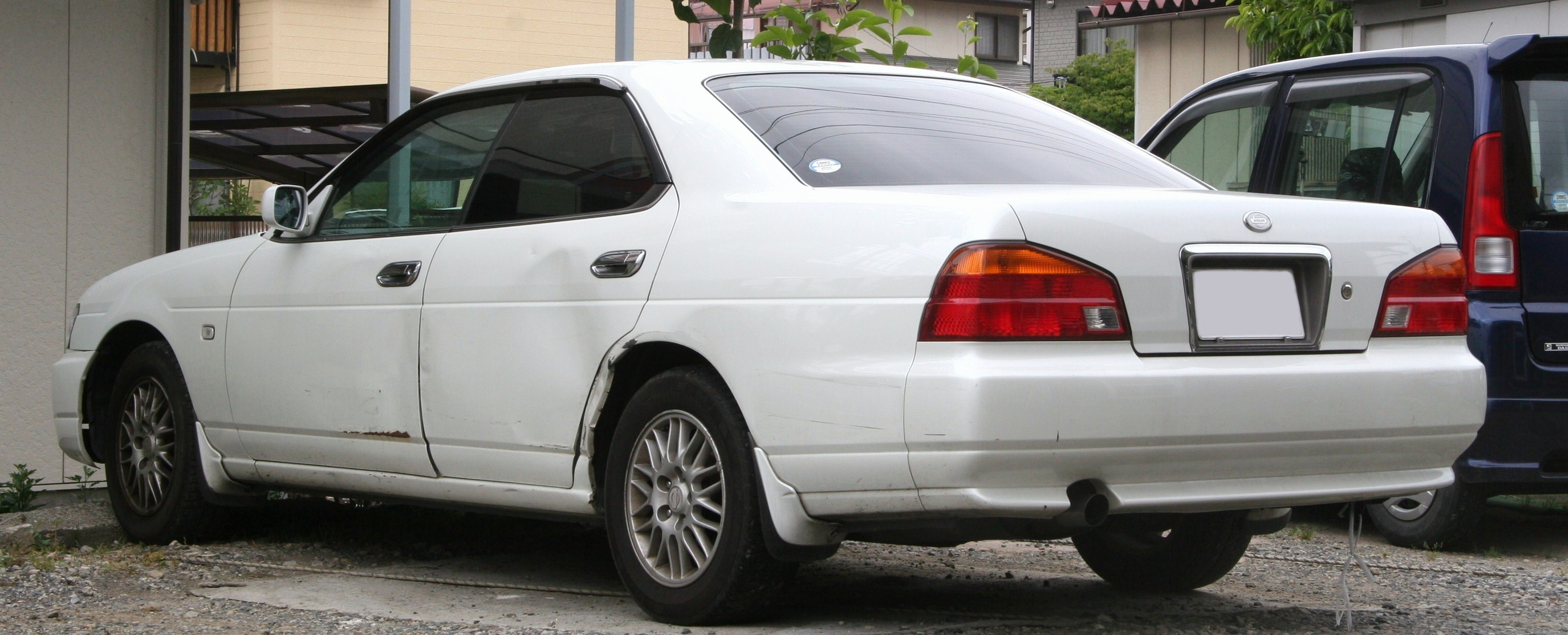
Il retro di una Nissan Laurel ottava serie

Nel giugno 1997 fu lanciata sui mercati l'ottava e ultima generazione della Laurel, anche questa volta disponibile solo in versione berlina quattro porte. Era sempre a trazione posteriore e con motore anteriore. Era disponibile anche con trazione integrale. Il cambio solo automatico a quattro marce.
Le motorizzazioni a benzina offerte erano composte da un propulsore a sei cilindri in linea a iniezione con distribuzione a doppio albero a camme in testa da 2 L di cilindrata e 148 CV di potenza e un motore a sei cilindri in linea a doppio albero a camme in testa da 2,5 L e 180 CV (disponibile anche in versione sovralimentata, che erogava 245 CV). Per questa generazione di Laurel fu disponibile un motore Diesel a sei cilindri in linea da 2,8 L e 99 CV.
Alla fine del 2002, la Laurel è uscita gradualmente di produzione. Dopo 34 anni di produzione, è stata sostituita dalla Nissan Teana.